# Kermis in Utrecht (stad)

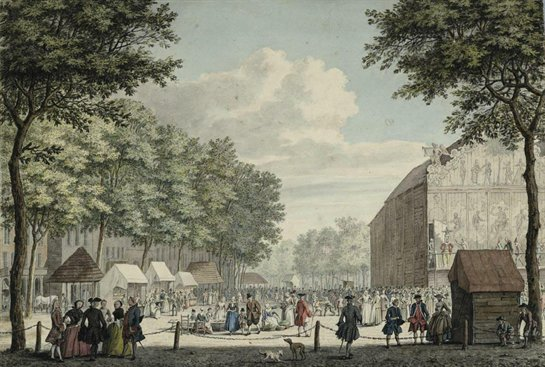
Het Vredenburg getekend door J. de Beijer rond 1760. Op de tekening is een kermis gaande met rechts een theatertent.

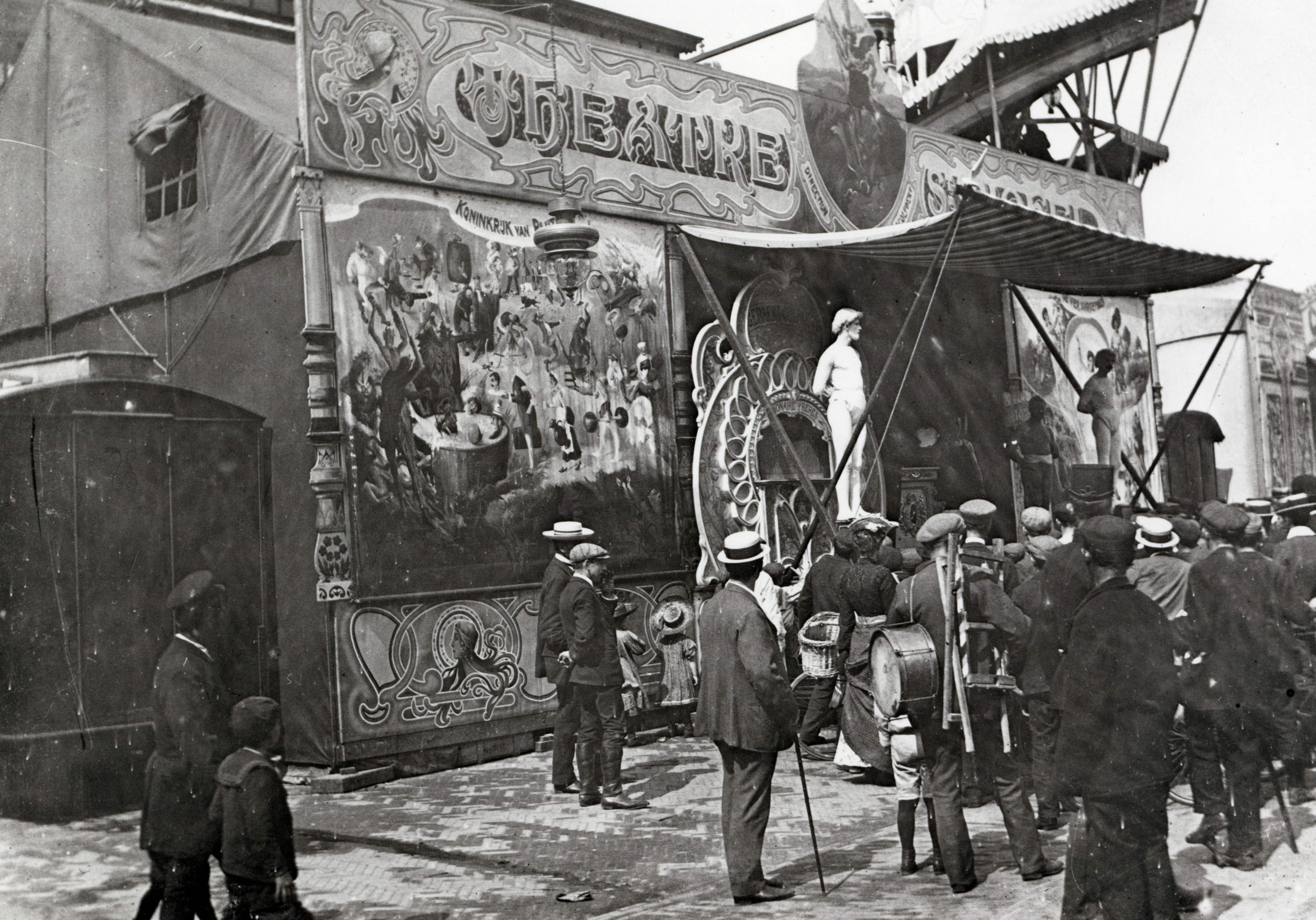
Foto door J.A. Moesman uit 1908 van een kermisattractie op het Vredenburg.

Kermis in de Nederlandse stad Utrecht is een verschijnsel dat teruggaat tot de middeleeuwen.

## Middeleeuwen - 1580
In de middeleeuwen ontstonden net als elders kermissen in Utrecht. Een mis in een kerk (kerkmis) waarin de inwijding van een kerkgebouw werd herdacht vormde het startpunt. Na afloop van de mis kon men elders in de stad dansen, feesten en zingen. Eraan verbonden konden jaarmarkten zijn. Aangezien Utrecht vele kerken en kloosters en diverse jaarmarkten telde, kwamen zulke feestdagen meermaals per jaar voor. Activiteiten rond deze kermissen konden verder bestaan uit het versieren van het kerkgebouw en brooduitdeling aan de armen. Tijdens de kermis kwamen in het marktgebied vertoningen voor door mensen of dieren met onder meer muziek en acrobatiek.
In de maand januari kende men vanaf circa 1420 een jaarmarkt waaraan een ongeveer 2 weken durende kermis werd verbonden. Een bijzonder gebruik dat daarin ontstond was ponsen en angen.

## Na de Reformatie
Na de Reformatie (circa 1580) werd vanuit de gereformeerde kerk aangedrongen op een verbod op onder meer de kermis. Tot een inwilliging van zo'n verbod door de overheid kwam het echter niet. De jaarlijkse tweewekelijkse kermis was onderwijl verplaatst naar de zomermaanden en werd in juli gehouden op het Vredenburg. De kermis was of werd verbonden aan een jaarmarkt op die locatie en gold als het grootste plaatselijke volksvermaak. Andere locaties waar kermissen werden gehouden waren (onder meer) op het huidige Domplein, de Mariaplaats en in de Biltstraat (Biltse kermis of pinkstermaandagkermis).
De discussie over het al dan niet houden van kermissen zou gaandeweg nog diverse malen in religieuze, bestuurlijke en academische kringen terugkeren. Zo kwam Petrus Burmannus Senior in 1711 in een rede met een pleidooi voor de kermis. Orthodox-protestanten protesteerden daarentegen vanaf de jaren 1850 steeds meer tegen de kermis omdat het "verderfelijk" werkte. In 1909 volgde door het Anti-Kermiscomité een groot protest tegen de kermis dat door 41 instellingen werd ondersteund. Vanaf 1915 werden er geen Utrechtse kermissen meer gehouden in verband met de Eerste Wereldoorlog. Na afloop van dat conflict kwam het in 1919 tot een verbod op de kermissen.
Na de Tweede Wereldoorlog werden er weer kermissen gehouden op diverse plaatsen in Utrecht.

## Heden
Sinds 1988 is er jaarlijks in juli kermis op de Maliebaan, de Piekenkermis, later ook Maliebaanfestival genaamd. De aanleiding hiervoor was de manifestatie "Utrecht Kerkenstad", de viering van de voltooiing van de restauratie van de vijf binnenstadskerken. Mede daarom wordt er elk jaar op zondag een 'kermis-mis' opgedragen in de botsautootjestent.